# Oleg Mihajlovics Gramsz
Oleg Mihajlovics Gramsz (oroszul: Олег Михайлович Грамс, Krasznodar, 1984. február 20. – ) orosz válogatott kézilabdázó, kapus.

## Pályafutása

### Klubcsapatokban
Szülővárosában kezdett kézilabdázni, majd a CSZKA Moszkva csapatának tagja lett. Miután a klub csődbe ment, a jogutód Csehovszkije Medvegyiben kézilabdázott tovább, ahol 2004 nyarán került fel a felnőtt csapat keretéhez. Az orosz bajnokságot 2004 és 2017 között tizenhat alkalommal nyerte meg az együttessel, a 2005–2006-os szezontól kezdve a 2012–2013-as idényig minden évben a Bajnokok Ligájában szerepelhetett, 2006-ban pedig Kupagyőztesek Európa-kupáját nyert a csapattal. 2017 nyarától a francia Dunkerque játékosa.

### A válogatottban
Az orosz nemzeti csapatban 150 alkalommal lépett pályára, részt vett a 2008-as pekingi olimpián is, ahol a 6. helyen végzett a válogatottal.

## Sikerei, díjai
- Orosz bajnok: 2002, 2003, 2004, 2005, 2006, 2007, 2008, 2009, 2010, 2011, 2012, 2013, 2014, 2015, 2016, 2017
- Orosz Kupa-győztes: 2006, 2007, 2008, 2009, 2010, 2011, 2012, 2013, 2015, 2016
- Kupagyőztesek Európa-kupája-győztes: 2006